# Željko Jovanović
Željko Jovanović, né le 26 novembre 1965 à Rijeka, est un homme politique croate membre du Parti social-démocrate de Croatie (SDP). Il est ministre de l'Éducation entre 2011 et 2014.

## Biographie

### Formation et vie professionnelle
Il est diplômé en 1990 de la faculté de médecine de l'université de Rijeka. Il exerce son métier de médecin dans un cadre militaire entre 1992 et 1995, puis rejoint l'hôpital public. En 1997, il est recruté par un laboratoire pharmaceutique où il travaille jusqu'en 2006.

### Activités politiques
Il est élu député à la Chambre des représentants en 1990 et siège pendant deux ans. Élu en 1993 conseiller municipal de Rijeka, il exerce entre 2001 et 2004 les fonctions d'adjoint au maire chargé de la Santé et du Bien-être social. Après les élections locales de 2005, il devient vice-président du conseil municipal. En 2007, il est réélu député à la Diète, puis intègre en 2008 le comité central du Parti social-démocrate.
Il est choisi comme vice-maire de Rijeka en 2009, mais démissionne après avoir été nommé ministre de la Science, de l'Éducation et des Sports du gouvernement du Premier ministre social-démocrate Zoran Milanović le 23 décembre 2011.
Il est remplacé le 18 juin 2014 par Vedran Mornar.